# 福尔莫什
福尔莫什，是匈牙利佩斯州所辖的一个村。总面积40.12平方公里，总人口3693，人口密度92.0人/平方公里（2011年1月1日）。